# Svømning under sommer-OL 2012 – 50m fri mænd
50 meter fri for mænd under sommer-OL 2012 vil finne sted 2. og 3. august i London Aquatics Centre. 

## Program
| 2. august                     | 11:00 | Indledende heat |
| 2. august                     | 20:30 | Semifinaler     |
| 3. august                     | 21:06 | Finale          |
| Alle tidspunkter er dansk tid |       |                 |

## Rekorder
Før denne konkurrencen, var de eksisterende verdens- og olympiske rekorder som følgende:
| Rekord          | Rekordholder | Nationalitet | Tid   | Sted              | Dato              |
| --------------- | ------------ | ------------ | ----- | ----------------- | ----------------- |
| Verdensrekord   | César Cielo  | Brasilien    | 20,91 | São Paulo, Brasil | 18. december 2009 |
| Olympisk rekord | César Cielo  | Brasilien    | 21,30 | Beijing, Kina     | 16. august 2008   |